# Clarisse Latapie
Pour les articles homonymes, voir Latapie et Chatenet (homonymie).
Clarisse Latapie, née Chatenet le 10 février 1838 à Angoulême et morte en juin 1903, est une artiste peintre française. 

## Biographie
Marie Clothilde Clarisse Chatenet naît en 1838 à Angoulême, fille de Michel Chatenet, imprimeur lithographe, et de Françoise Hilis Delezinier, son épouse. En 1864, alors établie à Paris avec sa mère, elle épouse le peintre Victor Latapie, un de ses professeurs,,. 
Élève de Rosa Bonheur, Clarisse Latapie s'est illustrée comme portraitiste, peintre de nature morte et professeure de dessin. Elle expose notamment à Cognac, Angoulême et Rochefort. 
Veuve, elle meurt à 65 ans à Angoulême. Ses obsèques sont célébrées le 26 juin 1903. 

## Œuvres notables
- Portrait de Mr Fiocchi, miniaturiste, organisateur du musée de Rochefort, Charente-Inférieure (titre inscrit), pastel, entre 1860 et 1893, musée d’art et d’histoire de Rochefort[7],[8]
- Nature morte aux pêches, huile sur toile, 1892, musée d'Angoulême[9]

## Sources
- Gérard Aubisse, Les Peintres. Charente-Poitou-Vendée. XIXe – XXe siècles, Gérard Aubisse Auto-éditions, 443 p. (ISBN 2-9506079-3-4)[10]

## Exposition
- Femmes d'Angoulême, Angoulême, Archives municipales d'Angoulême, 2017[2]